# Rue Nicolas-Charlet
Rue Nicolas-Charlet är en gata i Quartier Necker i Paris femtonde arrondissement. Gatan är uppkallad efter den franske konstnären Nicolas-Toussaint Charlet (1792–1845). Rue Nicolas-Charlet börjar vid Rue de Vaugirard 175 och slutar vid Rue Falguière 48.

## Omgivningar
- Saint-Jean-Baptiste-de-La-Salle
- Chapelle Saint-Bernard-de-Montparnasse
- Chapelle Notre-Dame-du-Lys
- Impasse de l'Enfant-Jésus
- Impasse Ronsin
- Rue Edmond-Guillout
- Villa de l'Astrolabe

## Bilder
| - Gatuskylt. - Saint-Jean-Baptiste-de-La-Salle. - Chapelle Saint-Bernard-de-Montparnasse. |

## Kommunikationer
- Tunnelbana – linjerna   – Pasteur
- Tunnelbana – linje  – Falguière
- Busshållplats Pasteur – Falguière – Paris bussnät

### Webbkällor
- ”Rue Nicolas-Charlet”. Mairie de Paris. https://web.archive.org/web/20160303210604/http://www.v2asp.paris.fr/commun/v2asp/v2/nomenclature_voies/Voieactu/6693.nom.htm. Läst 6 december 2023.
- ”Rue Nicolas-Charlet (15ème arrondissement)”. Les rues de Paris. https://web.archive.org/web/20160409001804/http://www.parisrues.com/rues15/paris-15-rue-nicolas-charlet.html. Läst 6 december 2023.